# NGC 2481
NGC 2481 (również PGC 22292 lub UGC 4118) – galaktyka soczewkowata (SB0), znajdująca się w gwiazdozbiorze Bliźniąt. Odkrył ją William Herschel 28 lutego 1785 roku. Jej bliską sąsiadką jest galaktyka NGC 2480.